# Lusitanosaurus
Lusitanosaurus („Ještěr z Lusitanie/Portugalska“) byl rod vývojově primitivního (tyreoforního) dinosaura, který žil v době před asi 191 miliony let (nejranější jura, věk sinemur) na území dnešního centrálního Portugalska (nedaleko města Leiria).

## Objev a popis
Fosilie tohoto dinosaura představují pouze nekompletní část horní čelisti o délce 10,5 cm (celková délka lebky činila dle odhadů asi 38,7 cm. Formálně popsali typový druh L. liasicus paleontologové Albert-Félix de Lapparent a Georges Zbyszewski v roce 1957. Materiál holotypu byl však zničen roku 1978 při požáru muzea v Lisabonu.
Rozměry tohoto dinosaura nelze přesněji stanovit, protože známe jen fragment jeho lebky. Podle paleontologa Thomase R. Holtze, Jr. se může ve skutečnosti jednat o zástupce rodu Scelidosaurus.

## Systematické zařazení
Lusitanosaurus byl pravděpodobně velmi primitivním zástupcem kladu Thyreophora. Mezi jeho blízké příbuzné se řadí například čínské rody Tatisaurus a Bienosaurus. Mohlo se jednat o zástupce čeledi Scelidosauridae, přesné zařazení je ale nejisté. V současnosti je tento taxon většinou považován za nomen dubium (pochybné vědecké jméno).